# Валери Петров
Валери Нисимов Петров (рожденото му име: Валери Нисим Меворах) е български поет, сценарист, драматург и преводач от еврейски произход, известен с преводите си на Уилям Шекспир на български език. Валери Петров е академик на БАН от 2003 година, вписан е в почетния списък на Международния съвет за детска книга заради Пет приказки.

## Биография
Валери Петров е роден на 22 април 1920 година в семейството на Мария Петрова, преподавателка по френски език в столични гимназии, и д-р Нисим Меворах, професор по правни науки, специалист по семейно право, виден адвокат, обществен деятел, дипломат – посланик в САЩ, представител на България в ООН, автор на книга за Яворов. Майката на Валери Петров е родена във Варна и там той прекарва много от ваканциите си, на ул. „Славянска“. Валери Петров учи в италианското училище, т.нар. Италиански лицей (с гимназиален курс) в София, което завършва през 1939 г. Проф. Нисим Меворах и неговата съпруга Мария Петрова приемат протестантството в Евангелската църква на столичната „Солунска“, и решават името на Валери Нисим Меворах да стане Валери Нисимов Петров.
През 1944 г. завършва медицина в Софийския университет, като известно време работи като лекар, през есента и зимата на 1944 г. работи в Радио „София“, после участва във втората фаза на войната срещу Нацистка Германия като военен писател в редакцията на вестник „Фронтовак“.
След войната е един от основателите и заместник главен редактор на вестник „Стършел“ (1945 – 1962). Служи като лекар във военна болница и в Рилския манастир.
От 1947 до 1950 г. работи в българската легация в Рим като аташе по печата и културата. През тези години пътува до Америка, Швейцария, Франция като делегат на различни форуми. По-късно, завръщайки се в България, е редактор в Студия за игрални филми „Бояна“, редактор на издателство „Български писател“.
Комунист от младежките си години, през януари 1971 година Валери Петров е изключен от Българската комунистическа партия заедно с няколко други писатели – Благой Димитров, Гочо Гочев, Марко Ганчев, Христо Ганев, след като гласуват с „въздържал се“ за декларация на Съюза на българските писатели срещу присъждането на Нобелова награда за литература на критичния към комунистическия режим руски писател Александър Солженицин.
Валери Петров е народен представител в Седмото ВНС (1990 – 1991). Автор е на финалната редакция на преамбюла на приетата от него Конституция на Република България.
На 27 август 2014 г., след близо месец боледуване и изкарани два мозъчни инсулта, Валери Петров умира във Военномедицинска академия (ВМА) в София. След смъртта си е кремиран, а урната с праха му е положена в гроба на съпругата му.

## Творчество
Валери Петров е изключително продуктивен поет, драматург и преводач, автор на лирична и сатирична поезия, книги за деца.
На 15 години Валери Петров издава първата си самостоятелна книжка – поемата „Птици към север“, стихове печата през 1936 г. в сп. „Ученически подем“, а през 1938 г. излиза от печат първата му книга „Птици към север“ с псевдоним Асен Раковски.
Яркото му излизане на литературната сцена обаче е публикацията на цикъла стихотворения „Нощи в планината“ в списание „Изкуство и критика“ (1940, кн. 1).
По-късно пише поемите „Палечко“ (1943), „На път“ (1943), „Ювенес дум сумус“ (1943), „Край синьото море“ (1941 – 47), „Тавански спомен“ и стихотворния цикъл „Нежности“.

### Книги
- 1938 г. излиза от печат първата му книга „Птици към север“
- 1944 г. – „Народен съд“: Хорова агитка (БРП [к], 46 с.)
- 1945 г. – стихотворният цикъл „Стари неща малко по новому“
- 1949 г. – стихосбирката му „Стихотворения“ (художник Борис Ангелушев, изд. Наука и изкуство, 159 с.).
- 1954 г. – „Там на Запад“ (изд. Български писател, 66 с.).
- 1958 г. – пътеписът „Книга за Китай“.
- 1961 г. – поемата „В меката есен“ (изд. Български писател, 72 с.).
- 1962 г. – сборникът му „Поеми“ (изд. Български писател, 208 с.).
- 1965 г. – пътеписът „Африкански бележник“ (изд. Български писател, 352 с.).
- 1965 г. – пиесата му „Когато розите танцуват“ и пътеписът „Африкански бележник“.
- 1966 г. – сборникът му „Стихотворения“ (изд. Български писател, 142 с.).
- 1967 г. – сборникът му „Дъжд вали – слънце грее“ (изд. Български писател, 90 с.).
- 1967 г. – сборникът му „Поеми“ (изд. Български писател, Библиотека за ученика, 140 с.).
- 1969 г. – сборникът му „Като погледнеш назад“ (изд. Народна култура, 278 с.).
- 1970 г. – сатиричните стихотворения и поеми „На смях“ (изд. Български писател, 76 с.).
- 1977 г. – сборникът му „Стихотворения и поеми“ (изд. Български писател, 512 с.).
- 1977 г. – „Бяла приказка“ (художник Данаил Райков, изд. Отечество, 48 с.)
- 1978 г. – „Копче за сън“
- 1981 г. – „Палечко“ (художник Иван Димов, изд. Български художник, 40 с.).
- 1982 г. – второ издание на сборника „Дъжд вали – слънце грее“ (изд. „Христо Г. Данов“, 144 с.)
- 1983 г. – „Пук!“ (художник Иван Димов, изд. Български художник, 48 с.).
- 1986 г. – „Пет приказки“ (художник Иван Димов, изд. Отечество, 186 с.).
- 1988 г. – сборникът му „Сатирични поеми“ (изд. Български писател, 155 с.).
- 1990 г. – избраните му произведения в 2 т.
- 1996 г. – „Живот в стихове“ (изд. Христо Ботев, 509 с.).
- 2001 г. – сборникът му „Прозирност“ (изд. Слово – Велико Търново, 278 с.).
- 2007 г. – стихосбирката му „Стихове 2007“ (изд. „Захарий Стоянов“, 72 с.).
- 2008 г. – стихосбирката му „Стихове 2008“ (изд. „Захарий Стоянов“, 80 с.).
- 2010 г. – „От иглу до кюнец – 73 от неподражаемите басни на (следва подпис)“ (изд. „Захарий Стоянов“, 144 с.)
- 2010 г. – стихосбирката му „Стихове 2009“ (изд. „Захарий Стоянов“, 56 с.).
- 2011 г. – стихосбирката му „Стихове 2010 – 2011“.
- 2013 г. – стихосбирката му „Стихове 2012 – 13“ (изд. „Захарий Стоянов“, 72 с.).
- 2016 г. – второ издание на пътеписа „Африкански бележник“ (изд. „Вакон“, 416 с.).
- 2017 г. – второ издание на пътеписа „Книга за Китай“ (изд. „Вакон“, 656 с.).
- Избрано в пет тома:
  - 2006 г. – Т.1: Стихотворения (изд. „Захарий Стоянов“, УИ „Св. Климент Охридски“, 424 с.)
  - 2006 г. – Т.2: Стихотворения (изд. „Захарий Стоянов“, УИ „Св. Климент Охридски“, 464 с.)
  - 2006 г. – Т.3: Пиеси (изд. „Захарий Стоянов“, УИ „Св. Климент Охридски“, 370 с.)
  - 2006 г. – Т.4: Сценарии (изд. „Захарий Стоянов“, УИ „Св. Климент Охридски“, 460 с.)
  - 2006 г. – Т.5: Преводи (изд. „Захарий Стоянов“, УИ „Св. Климент Охридски“, 478 с.)

### Преводи
Валери Петров превежда от английски, немски, руски, италиански и испански, като най-известен е с преводите си на произведенията на Шекспир.
- 1970 – 1971 г. излизат преводите му на „Комедии“ (в 2 т.) от Уилям Шекспир.
- 1973 – 1974 г. излизат преводите му на „Трагедии“ (също в 2 т.) от Шекспир.
- Превежда трагедията „Фауст“ на Йохан Волфганг Гьоте.[7]
- Превежда стихове на Сор Хуана Инес де ла Крус (2002).

### Драматургия
Пиеси
- „Когато розите танцуват“ (ДТ – Хасково, 1961),
- „Импровизация“ (в съавторство с Радой Ралин) – поставена на сцена през 1962 г.,
- „Сняг“ (Държавен сатиричен театър, 1968),
- „Честна мускетарска“ (Театър „Българска армия“, 1976),
- „Театър, любов моя“ (Театър 199, 1981) – написана специално за големите актриси Таня Масалитинова и Славка Славова.

Пиеси приказки
- „Бяла приказка“,
- „Копче за сън“ (Народен театър за младежта, 1968),
- „Меко казано“ (Театър „София“, 1979),
- „В лунната стая“ (Театър „София“, 1983),
- „Морскосиньо“ (Театър „София“, 1985),
- „Пук“ (Народен театър за младежта, 1994).

### Сценарии
Автор е на сценарии на игралните филми:
- „Точка първа“ (1956)
- „На малкия остров“ (1958)
- „Първи урок“ (1960)
- „Слънцето и сянката“ (1962)
- „Васката“ (1965)
- „Рицар без броня“ (1966)
- „Един снимачен ден“ (тв, 1968)
- „Откъде се знаем?“ (1975)
- „С любов и нежност“ (1978)
- „Йо-хо-хо“ (1981)
- „Разходки с ангела“ (1990)
- „Театър, любов моя“ (1994)
- „Всичко от нула“ (1996)

Автор е на сценарии на анимационните филми:
- „Приказка за боровото клонче“ (1960)
- „Гръмоотводът“ (1962)
- „Гордата лампа“ (1963)
- „Главозамайване“ (1964)
- „Вариации върху стара тема“ (1966)
- „Меко казано“ (1983)

Автор е и на няколко киноновели.

## Награди и отличия
- 1960 – Димитровска награда за поемата му „В меката есен“, публикувана през 1960 г.
- 1977 г. – удостоен е със званието „Народен деятел на изкуството и културата“[9]
- 2000 – Орден „Стара планина“ I степен[10]
- 2001 – Носител на наградата за детска литература „Калина Малина“.[11]
- 2004 – Национална награда „Константин Константинов“ за цялостен принос в детското книгоиздаване.[12]
- 2005 – Голяма награда за литература на Софийския университет (2005).[13]
- 2006 – Награда „Христо Г. Данов“. На 19 юни 2006 на 86-годишна възраст получава от Министерство на културата наградата „Христо Г. Данов“ за цялостен творчески принос.[14]
- 2006 – Доктор хонорис кауза на Университета по библиотекознание и информационни технологии.[15][16]
- 2007 – Награда „Св. Паисий Хилендарски“.[17]
- 2011 – Почетен знак „Марин Дринов“ на БАН – 20 май 2011 година.
- 2013 – Наградата за европейски гражданин на Европейския парламент за 2013 г. – за принос към българската култура и разбирателството между нациите.[18][19]
- 2014 – Медал „Иван Вазов“ на СБП.[20]

## За него
- Димитрова, Ирма. От Homo ludens до говорещия автомат: Валери Петров и поетите от 40-те. София: Унив. изд. Св. Климент Охридски, 1994, 244 с.
- Ликова, Розалия. Валери Петров. София: Просвета, 1994, 170 с.
- Сарандев, Иван. Валери Петров: Разговори, беседи. Пловдив: Хермес, 1997, 240 с.